# Eduard Pfeifer
Eduard Pfeifer (auch Pfeiffer) (* 17. Februar 1811 in Höpfingen; † 11. August 1881 in Heidelberg) war ein deutscher Musiklehrer, Instrumenten- und Orgelbauer.

## Leben und Werk
Eduard Pfeifer war als Instrumenten- und Orgelbauer in Heidelberg ansässig. Sein Geschäftssitz befand sich 1854 am Kornmarkt, zwei Jahre darauf in der Oberstraße 37 und ab 1870 am Ludwigsplatz 10 (heutiger Universitätsplatz). Ab 1859 ist eine Zusammenarbeit mit dem Orgelbauer Carl Göller aus Tauberbischofsheim belegt. Pfeifer bezeichnete sich im späteren Verlauf seines Lebens gelegentlich selbst als Musiklehrer.
Pfeifer war zweimal verheiratet. Insgesamt gingen aus diesen Ehen sechs Kinder hervor. Sein Sohn Eugen Pfeifer arbeitete in seinem Geschäft mit und führte später eine Musikalienhandlung an der gleichen Anschrift.